# Hippolyte-Alphonse Pénet
 (août 2016).
Si vous disposez d'ouvrages ou d'articles de référence ou si vous connaissez des sites web de qualité traitant du thème abordé ici, merci de compléter l'article en donnant les références utiles à sa vérifiabilité et en les liant à la section « Notes et références ».
Hippolyte-Alphonse Pénet, né le 19 février 1867 à Lille et mort le 25 décembre 1953, est un général de division durant la Première Guerre mondiale.

## Biographie
Hippolyte-Alphonse Pénet perd tout enfant ses parents : en 1871, sa mère Alphonsine, née David et, en 1873, son père Hippolyte Constant. Il est élevé par un oncle Édouard David, frère d’Alphonsine, et son épouse Juliette, née Pénet, sœur d’Hippolyte Constant.
Après des études secondaires brillantes au collège Saint-Joseph de Lille et à l’École des Postes à Paris pour préparer Saint Cyr, il y est reçu en 1886 ; il en sort en 1888 avec le grade de sous-lieutenant et l’ordre de rejoindre à Verdun le 1er Bataillon de Chasseurs à Pied, corps d'élite de l'infanterie.
Promu en 1891 au grade de lieutenant, il est admis en 1893, à la suite d'un concours, à suivre les cours de l'École supérieure de guerre. Ayant terminé son séjour en 1895, il est désigné pour accomplir un stage à l'état-major du 1er Corps d’Armée à Lille ; il reçoit en 1896 le brevet d'état-major.
En juillet 1895, il se marie à Lille avec Marie Desombre, sœur d’un de ses camarades de collège.
Sa carrière se prolonge à l’état-major du 1er Corps d'Armée et il est promu capitaine en 1897. C’est au 3e Bataillon de Chasseurs à Pied, à Saint-Dié, qu’il est nommé en 1901 à la tête d’une compagnie; il y reste jusqu’en 1903. À Saint-Dié, son épouse s’éteint le 16 février 1902, laissant derrière elle quatre enfants.
En 1903, il reprend, toujours à Lille, les fonctions de capitaine breveté d'état-major, à l'état-major de la 1re Division d'abord et ensuite à l'état-major du 1er Corps d'Armée.
En 1906, sur le choix du général Lebon, commandant de ce corps d'armée, il est nommé officier d’ordonnance à l’état-major du 1er Corps d’Armée, ce qui l’amène en 1907 à suivre, à Paris, avec les mêmes fonctions, le général qui a été nommé entre-temps au Conseil supérieur de la guerre.
En 1911, il obtient un brevet d’aéronaute qui le déclare « apte à la conduite des ballons libres ». L'année suivante, il est nommé chevalier de la Légion d'honneur.

### Première Guerre mondiale
En 1914, le 1er août, le commandant Pénet part en campagne dans la région de Verdun avec l’état-major auquel il appartient. En décembre 1914, il est nommé lieutenant-colonel et devient sous-chef de cet état-major, puis en juin 1915 le chef.
Durant cette période, il prend part aux opérations des Hauts de Meuse : Tranchée de Calonne, Les Éparges, le Saillant de Saint-Mihiel, etc. Cité à l’ordre de l’Armée pendant cette période, il reçoit la Croix de guerre 1914-1918 avec palme avec la citation suivante : « Ordre du Quartier général de la 1re Armée en date du 5 février 1915 : A fait preuve dans toutes les missions qui lui ont été confiées sur le champ de bataille des plus belles qualités d’énergie, d’intelligence et de sang-froid. »
Le 16 septembre 1915, il prend le commandement du régiment - trois bataillons - du 106e Régiment d'Infanterie et participe à l'offensive de Champagne. Une nouvelle citation, à l'ordre de la 12e Division, en date du 2 novembre 1915, appuie son rôle dans la bataille : « A commandé son régiment avec une énergie et un calme remarquables sous un feu des plus violents pendant six jours du 25 au 30 septembre. A montré un courage digne d'éloges. »
Dans la proposition de nomination au grade de colonel transmise au quartier général du général Joffre, on lit entre autres, sous la signature du général Gouraud : « proposition très appuyée, remarquable officier. »
Promu colonel le 26 février 1916, il reçoit le commandement de la 23e brigade - deux régiments -, commandement qu’il assure en juin 1916 dans les combats sous Verdun : secteur du Fort de Vaux et Bois Fumin et dans l’offensive de la Somme: secteur de Bouchavesnes en septembre et octobre 1916. Nouvelle citation à l'ordre de la 12e Division en date du 26 octobre 1916 qui rappelle sa valeur au combat : « A fait preuve de solides qualités de commandement dans la direction de deux attaques difficiles et dans l'organisation de son secteur. A su maintenir, dans ses deux régiments, malgré un très violent bombardement et des pertes très lourdes, un moral splendide. »
Le 19 avril 1917, le colonel Pénet est nommé général de brigade, ce qui à l’époque lui donnait le commandement par intérim d’une division – deux brigades d’infanterie et unités d’artillerie –
En juillet 1917 il est nommé officier de la Légion d’honneur.
En mars 1918, il est appelé à colmater d'urgence, avec sa division, au prix de violents combats, le front anglais qui s'est effondré dans le secteur Montdidier : ces combats ont été engagés avec des troupes qui, dispersées par des transports réalisés en toute hâte, n'avaient pas encore retrouvé la cohésion nécessaire ; l'adversaire cependant est arrêté. Le général Pénet reçoit les vives félicitations du général Foch, dont le quartier général était proche.
Le général commandant de la Ire armée le cite de nouveau à l'ordre le 4 avril 1918 avec la mention : « Officier général des plus brillants et des plus énergiques. Par ses dispositions ingénieuses, par ses retours offensifs immédiats amenés avec le plus grand à-propos et une grande vigueur, a maintenu intactes ses positions contre les attaques furieuses et réitérées de la garde allemande. A su obtenir de ses troupes un rendement magnifique et les faire tenir, sans se laisser entourer, jusqu'à l'extrême limite de leurs forces. »
Le 10 juin 1918, le général Pénet est nommé, en même temps que général de division — le plus haut grade dans l’armée à l’époque — au commandement du 30e Corps d’Armée qu'il rejoint dans la région de Soissons.
Dans ce secteur, sous les ordres du général Mangin, il participe le 18 juillet 1918 à une contre-offensive victorieuse, au débouché de la forêt de Villers-Cotterêts, bousculant l'adversaire jusqu'au nord de l'Aisne. Une nouvelle citation, à l'ordre de la Xe Armée, l'honore ainsi : « Énergique, méthodique et vigoureux. A su diriger avec maîtrise des troupes de premier ordre qu'il a menées au succès dans des conditions qui ont fait ressortir ses brillantes qualités de chef. Le 18 juillet, dans une avance rapide de 30 kilomètres a fait 4 500 prisonniers, pris 105 canons, une quantité considérable de matériel et 400 mitrailleuses. S'est affirmé de nouveau depuis le 18 août dans la direction d'opérations heureuses qui se poursuivent encore et qui ont déjà pour résultat une nouvelle progression de 30 kilomètres, au cours de laquelle son corps d'armée a fait 7 000 prisonniers, pris 500 canons, une grande quantité de matériel et 650 mitrailleuses. »
Après quelques semaines passées en Belgique, où, à la tête de son corps d'armée, il a participé à des combats de poursuite autour de la Lys et de l'Escaut, une dernière citation lui est attribuée par le général commandant l'armée, qui l'emmène avec lui jusqu'au bord du Rhin; la citation relate ses derniers combats : « Très brillant officier général qui, au cours de l'offensive alliée dans les Flandres, a fait preuve des plus belles qualités de commandement. A franchi de haute lutte la Lys, puis, par des opérations de détail judicieusement préparées et vigoureusement conduites, a atteint l'Escaut. A pu y maintenir une tête de pont, malgré les vigoureuses attaques ennemies et a continué la poursuite jusqu'au 11 novembre, capturant près de 1 700 prisonniers, une batterie de 105 complète attelée avec ses servants et un matériel considérable. »

### Après la Guerre

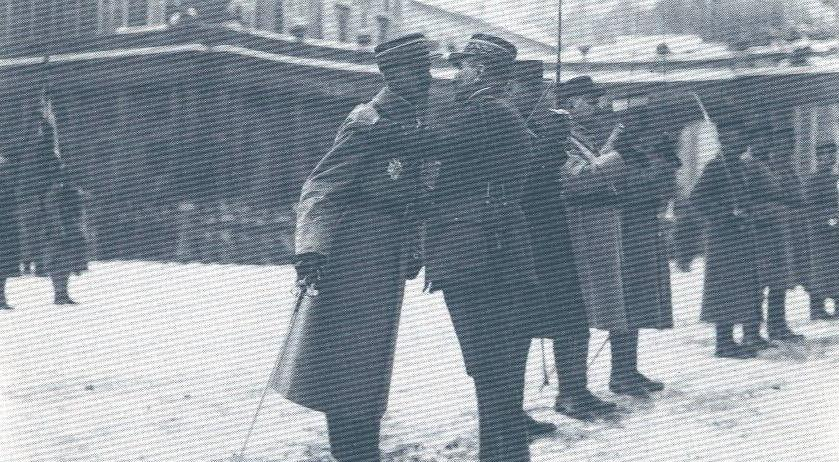
Prise d'arme, 1929

En 1919, le choix du général Pétain se porte sur lui pour le faire nommer à Paris chef de cabinet du ministre de la Guerre, André Lefèvre; il est nommé commandeur de la Légion d'honneur.
En 1920, le 20e Corps d'Armée de Nancy lui échoit. En tant que nouveau commandant du corps d'armée, il fait une entrée solennelle dans la ville de Nancy le 21 décembre 1920 ; le journal local du jour rappelait que la dernière entrée solennelle à Nancy était celle du général Foch le 20 août 1913.
Le 18 février 1929, atteint par la limite d’âge, il est mis à la retraite et reçoit la croix de Grand officier de la Légion d’honneur des mains du général Boichut, inspecteur de l'armée, qui rappelle le mot qui revient constamment dans le dossier du général Pénet : la droiture ; et il ajoute : « Votre carrière militaire est toute d'honneur, de dévouement absolu au devoir et au pays. »

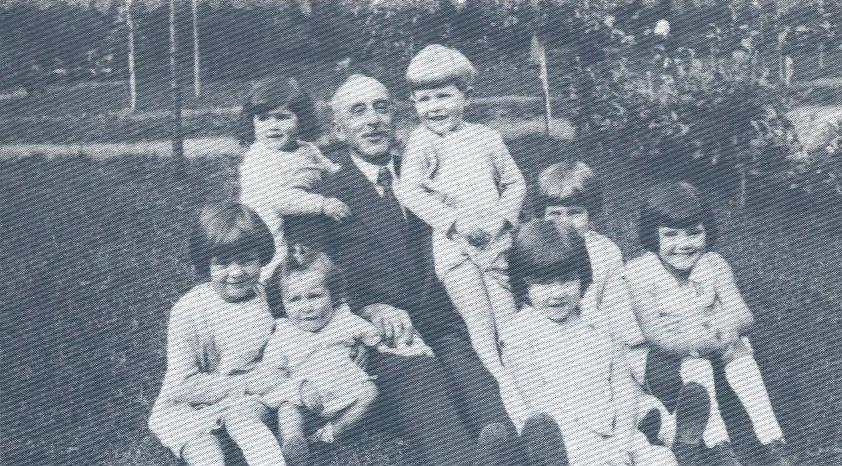
Avec ses petits-enfants

En 1933, il entre à l'Académie de Stanislas; il y prononce un discours sur le général Mangin. Il restera désormais dans l'ombre, cultivant son jardin à Marbache, près de Nancy, assistant tristement à la déroute de 1940 puis aux sursauts de 1944, ne s'intéressant plus qu'à ses vingt-deux petits-enfants, jusqu'au 25 décembre 1953, date à laquelle il quitte ce monde.

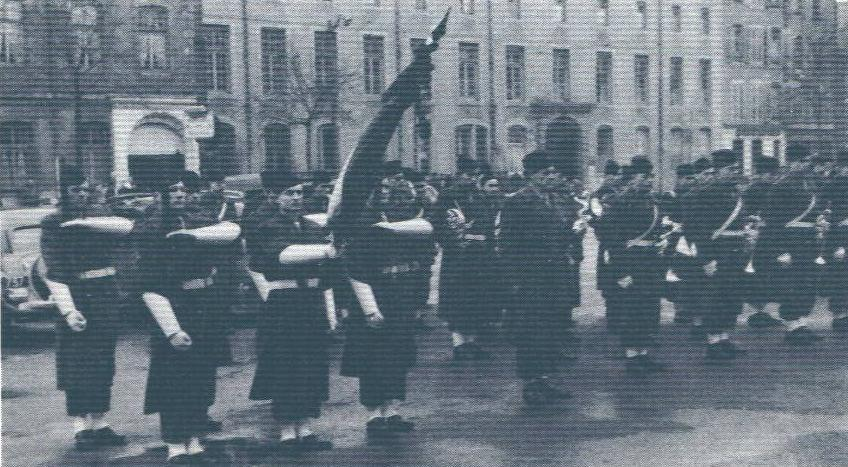
Derniers hommages militaires, décembre 1953

Les honneurs militaires lui sont rendus devant l'église Saint-Pierre de Nancy après la célébration religieuse qui précéda sa sépulture au cimetière de Préville de Nancy.
On trouve sur sa tombe le souvenir d'un sous-officier qui fut sous ses ordres à Saint Dié en 1901-1903, qui ne l'avait jamais oublié.

## Décorations
Décorations françaises
- Croix de guerre 1914-1918, 4 palmes et 2 étoiles d'argent
- Médaille interalliée 1914-1918 dite de la Victoire
- Médaille Commémorative de la Grande Guerre
- Grand officier de la Légion d’honneur

Décorations étrangères
- Compagnon de l'Ordre de Saint-Michel et Saint-Georges (Royaume-Uni)
- Croix de guerre belge et Grand Officier de l'Ordre de la Couronne (Belgique)
- Distinguished Service Medal (États-Unis d'Amérique)
- Chevalier commandeur de l’Ordre du Bain (Royaume-Uni)
- Grand Officier de l'Ordre de Léopold (Belgique)
- Ordre de la Vaillance (Pologne)